# Zu Geng (wiskundige)
Zu Geng of Zu Gengzhi (Chinees: 祖暅之; ca. 480 – ca. 525) was een Chinese wiskundige, politicus en schrijver. Zijn omgangsnaam was Jingshuo (景爍). Hij was zoon van de vermaarde wiskundige Zu Chongzhi. Hij staat voornamelijk bekend om het afleiden en bewijzen van de formule voor het volume van een bol. Ook mat hij de hoek tussen de poolster en noordpool op de hemelbol.